# 長崎電気軌道1700形電車
長崎電気軌道1700形電車（ながさきでんききどう1700がたでんしゃ）は、1999年（平成11年）に登場した長崎電気軌道の路面電車車両である。

## 概要
1998年に廃車となった700形2両（702・706）の台車を流用し、車体部分をアルナ工機で新製した機器更新車で、1999年に2両（1701・1702）が製造された。
基本構造は1500形に近いものの、性能上は1200形1201号・1300形と同一であり、長崎電気軌道においても本形式は「1300形の設計変更車」という位置づけである。
車椅子スペースの設置など、設計段階よりバリアフリーに配慮がなされている。

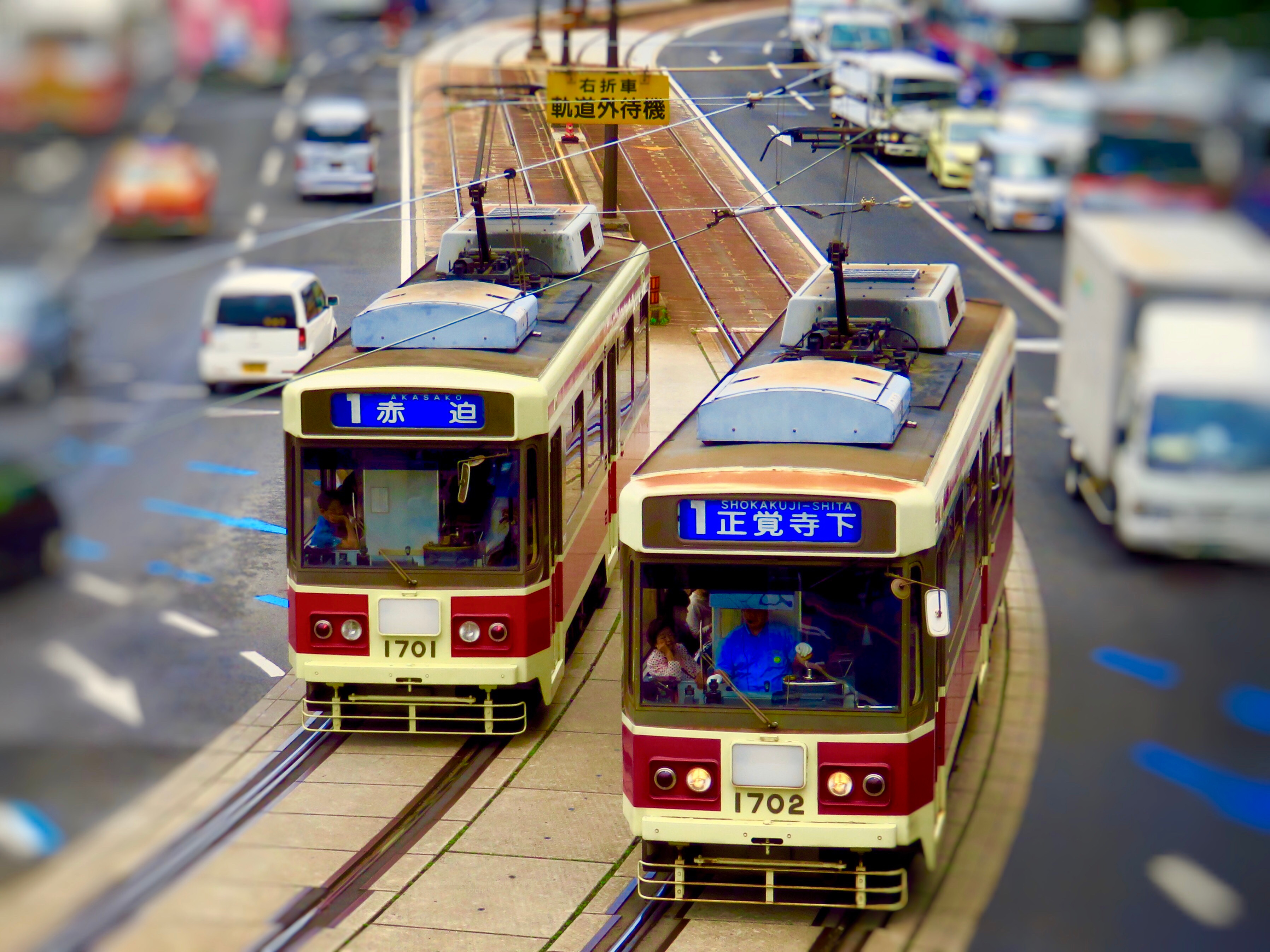
1701号・1702号　　(2018年5月21日 長崎駅前)

## 車体・主要機器
車体の基本構造は1997年（平成9年）まで製造された1500形に類似しているが、押しボタンの増設や車椅子利用を考慮した乗降扉の拡幅（900mm → 950mm）、車椅子スペースの追加など、バリアフリーに配慮したマイナーチェンジが行われた。このうち、車椅子スペースは座席の一部が跳ね上げ式となっている。
運転席には長崎電気軌道の路面電車として初めてとなるデッドマン装置（足踏み式）を装備する。
台車は前述の通り700形の廃車発生品を流用している（D16NA型）。なおこの台車は1,067mm・1,372mm、1,435mmと3つの軌間を経験している。

## 現状
2018年（平成30年）4月現在、2両（1701・1702）が在籍する。
カラー電車Bタイプとして全面広告車の対象形式となっている。

## 車歴表
| 車両番号 | 車体の入籍年月日 | 備考 |
| -------- | ---------------- | ---- |
| 1701     | 1999年3月26日    |      |
| 1702     | 1999年3月26日    |      |